# Ethiopian Airlines
Pour les articles homonymes, voir ETH.
Ethiopian Airlines, (code AITA : ET ; code OACI : ETH), en amharique የኢትዮጵያ አየር መንገድ (transcription : Yäitəyop̣əya äyärə mänəgädə) est la compagnie aérienne nationale éthiopienne, contrôlée à 100 % par l'État éthiopien. Elle a été fondée en 1945 sous le nom d'Ethiopian Air Lines (EAL) et a adopté son nom actuel en 1965. Elle fait partie de l'Association internationale du transport aérien depuis 1959 et de l'Association aérienne africaine depuis sa création en 1968. Elle fait partie de l'alliance de compagnies aériennes Star Alliance depuis 2011.
Son principal centre d'activités et son siège se trouvent à l'aéroport international de Bole, à Addis-Abeba. Elle dessert actuellement 155 destinations pour le transport de passagers (dont 20 en Éthiopie) et 58 pour le transport de fret ; Ethiopian Airlines est la compagnie aérienne desservant le plus grand nombre de destinations en Afrique. C'est une des compagnies aériennes mondiales dont l'activité a connu la croissance la plus rapide au XXIe siècle.

## Historique

### Fondation

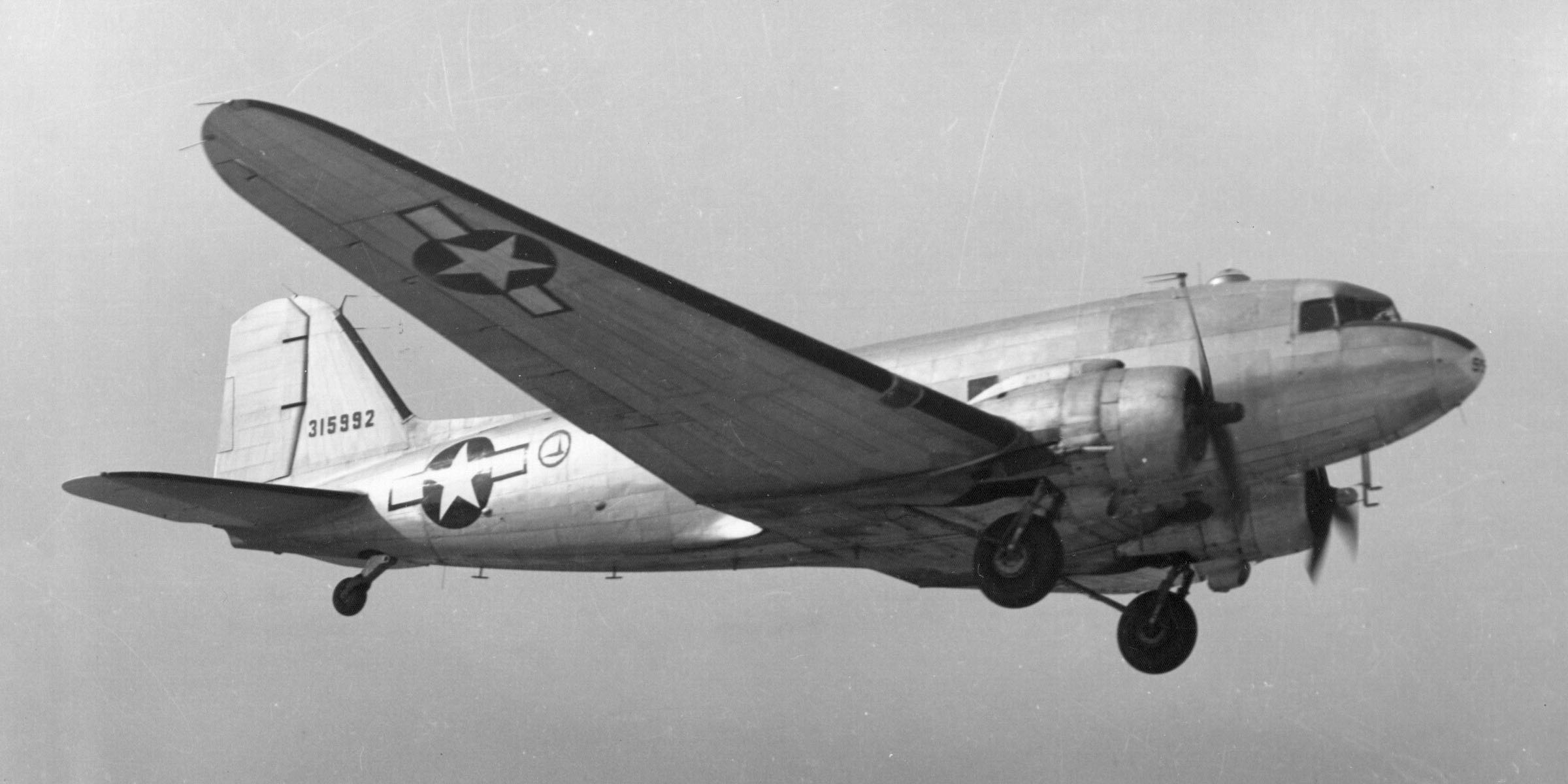
Un C-47, premier avion de la flotte d'Ethiopian Airlines

Au cours du XXe, le système de transport de l'Éthiopie évolue fortement, en dépit du relief montagneux du pays et ses fortes déclinaisons. Une ligne de chemin de fer relie la capitale du pays, Addis-Abeba, à la côte en 1917.
À partir de 1941, les Britanniques qui ont libéré le pays de l'occupation italienne, occupent une position dominante. Pour faire contre-poids, Haile Selassie cherche un appui auprès des États-Unis. Ainsi, vers la fin de l'année 1945, des discussions débutent entre le gouvernement éthiopien et la Transcontintal and Western Airlines (TWA), plus tard Trans World Airlines, concernant la création d'une compagnie aérienne commerciale en Éthiopie. Pour Haile Selassie, il s'agit notamment de trouver un moyen de transport capable de relier les diverses provinces du pays malgré une géographie difficile.
Le 8 septembre 1945, John Spencer, un Américain conseiller au service des Affaires étrangères éthiopiennes et les représentants de la TWA signent un accord à Addis-Abeba. D'après Paul Henze, il s'agit, dans le cadre géopolitique, de la « première intervention américaine à être formalisée », soulignant qu'elle est « privée et commerciale ». L'accord prévoit la gestion et l'exploitation de la compagnie par TWA tandis que le gouvernement éthiopien se charge du financement. Les membres du conseil d'administration sont nommés à égalité par l'Éthiopie et TWA. Le 21 décembre 1945, la compagnie Ethiopian Airlines est officiellement fondée. Outre TWA, elle travaille en collaboration avec Boeing Corporation. Le 1er février 1946, les cinq premiers avions d'Ethiopian Airlines, atterrissent à Addis Abeba : des Douglas C-47 Skytrain provenant des surplus du gouvernement américain.

### De 1946 aux années 1960
| - Boeing 720-060B à l'aéroport de Londres Heathrow (LHR) - Un DC-6 d'Ethiopian Airlines |

Ethiopian Airlines commence ses opérations le 8 avril 1946 en assurant une liaison internationale d'Addis Abeba au Caire, via Asmera. Initialement, les pilotes et techniciens d'Ethiopian Airlines sont américains, une situation qui évolue durant la deuxième partie des années 1960. Dès la fin de la décennie, la compagnie souhaite agrandir sa flotte à la suite de l'expansion de son réseau vers Nairobi, Port-Soudan et Mumbai. En 1950, Ethiopian Airlines achète deux Convair 240 destinés à des vols internationaux. Sept années plus tard, Capitaine Alemayehou devient le premier Éthiopien commandant de bord. L'année suivante, la compagnie acquiert trois Douglas DC-6B. En 1962, elle achète ses deux premiers avions à réaction et devient la première compagnie africaine à se doter de Boeing 720B. La même année, elle ouvre l'aéroport international de Bolé afin de remplacer celui de Lideta inadapté aux nouveaux avions. En 1965, Ethiopian Airlines devient une société par actions. Les années 1960 voient aussi le développement des lignes africaines d'Ethiopian Airlines qui devient au cours de cette décennie, l'une des compagnies « les plus fiables et les plus rentables du tiers-monde ».

### «Éthiopianisation» et période post-révolutionnaire
En 1966, l'entreprise connaît un processus d'« éthiopianisation » débutant en 1966, lors du renouvellement de l'accord de 1945 qui voit la désignation d'un directeur général adjoint de nationalité éthiopienne. Quatre ans plus tard, à l'occasion d'un autre renouvellement, le rôle de TWA passe de la gestion au conseil ; en outre, on assiste à la nomination d'un directeur général éthiopien. Enfin, en 1971, l'ensemble de la direction et des employés est de nationalité éthiopienne. La participation de TWA prend définitivement un terme en 1975. Plus généralement, la compagnie affecte également l'ensemble du pays puisque des régions quasi-inaccessibles sont désormais intégrées au réseau éthiopien forgeant ainsi « un sentiment d'unité nationale ». Ses activités se poursuivent même lors de la période trouble suivant la révolution de 1974. Elle n'est pas touchée par les réformes économiques du nouveau régime socialiste et continue à être bénéficiaire. Cette résistance s'explique par la diversification à laquelle Ethiopian Airlines a procédé en combinant ses nombreux vols vers le Moyen-Orient et l'Europe avec le développement des lignes trans-africaines exclusives tout en assurant des liaisons pour le fret.

### De 1980 à nos jours
| - Boeing 727-260 à l'aéroport d'Aden en 1992 - Un Boeing 767 d'Ethiopian Airlines à l'aéroport de Rome |

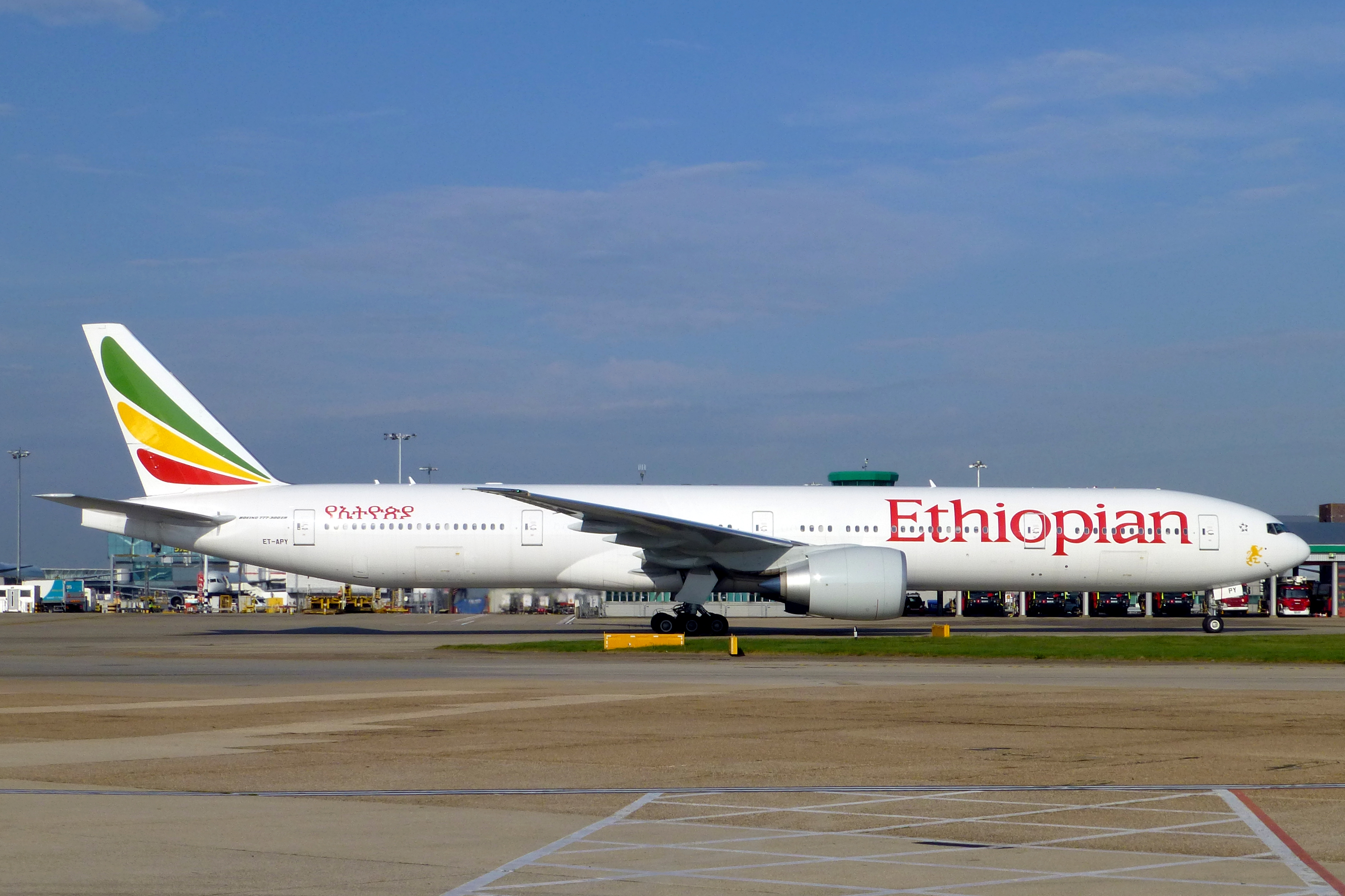
Boeing 777-300ER à Londres en 2014

Durant les années 1980, Ethiopian Airlines continue à enrichir sa flotte. En 1982, elle acquiert des Boeing 727 et des De Havilland Canada DHC-5 Buffalo pour son réseau intérieur. Deux années plus tard, le 1er juin, le premier Boeing 767 arrive à Addis Abeba. Elle achète également, pour des vols nationaux, des De Havilland Canada DHC-6 Twin Otter et des ATR 42. La constante progression d'Ethiopian Airlines est mentionnée dans l'Economist du 31 décembre 1987. Le magazine cite la compagnie comme un des exemples d'entreprises florissantes parvenant à survivre dans un climat économique national peu favorable. Le 26 juillet 2002, la compagnie annonce le renouvellement d'une partie de sa flotte et le remplacement, en quatre années, des anciens B737-200 et B767-200. Elle compte acquérir douze Boeing, six B737-700 et six B767-300ER. Par ailleurs, le contrat prévoit la possibilité d'achat de cinq B737 additionnels et trois B777. En parallèle, Ethiopian Airlines finalise son projet d'ouverture d'un nouveau terminal cargo et d'un hangar de maintenance. Enfin, en 2003, les nouvelles pistes d'atterrissage et tour de contrôle de l'aéroport de Bolé entrent en fonction.
Elle a fait de l'aéroport Bolé International d'Addis-Abeba (ADD), rénové en 2003, sa base d'exploitation (centre technique, de pilotage) qui joue un rôle de hub entre l'Europe, le Moyen-Orient et l'Afrique.
En juillet 2019, la société annonce son intention de lancer une compagnie aérienne au Ghana et au Nigeria.
Déjà pionnier de l'Airbus A350 en Afrique, Ethiopian Airlines inaugure en juillet 2022 la présence de l'A350-1000 sur le continent en acquérant 4 exemplaires de cet appareilqui seront livrés en 2024.
En 2023, au cours du Salon Aéronautique de Dubaï, la compagnie commande 67 nouveaux appareils à Boeing et 11 nouveaux à Airbus.

## Prix internationaux
C'est également le premier transporteur africain à remporter le prix 2008 de la Brussels Airlines.
Ethiopian Airlines a également remporté le prix de la meilleure compagnie aérienne d'Afrique en 2008.
En août 2008, la compagnie remporte le prix annuel corporate achievement award of aviation and allied business 2008 pour son rôle de meneur dans le développement et la croissance de l'industrie africaine d'aviation.
En décembre 2009, Ethiopian Airlines remporte le prix de la compagnie aérienne de l'année décerné par l'Association des compagnies aériennes africaines (AFRAA) lors de la 41e assemblée générale annuelle de l'association des compagnies aériennes africaines, qui s'est tenue du 22 au 24 novembre 2009, à Maputo, Mozambique. Ethiopian Airlines totalise ainsi cinq prix internationaux pour la seule année 2009.
Le 7 octobre 2015, la compagnie éthiopienne remporte le prix de la compagnie aérienne de l’année (CAPA Airline of the year) décerné par le cabinet CAPA, lors de l’édition 2015 des prix de l’aviation pour l’excellence, qui s’est tenu à Helsinki dans le cadre du sommet mondial de l’aviation 2015 du CAPA,.
En juin 2019, Ethiopian Airlines remporte le prix de la meilleure compagnie aérienne en Afrique de l'année aux Skytrax 2019 Word Airlines Awards.

## Personnel

### Salariés
En novembre 2023, la compagnie employait 18 000 personnes, dont 1400 pilotes, et plus de 2000 techniciens aéronautiques.
Évolution du nombre de salariés
| 1947 | 1951 | 1956 | 1961 | 1966  | 1976  | 1981  | 1986  | 1991  | 1996  | 2001  | 2010  | 2013  | 2014  | 2015   | 2017   | 2023   |
| ---- | ---- | ---- | ---- | ----- | ----- | ----- | ----- | ----- | ----- | ----- | ----- | ----- | ----- | ------ | ------ | ------ |
| 146  | 377  | 593  | 895  | 1 833 | 2 828 | 2 950 | 3 380 | 3 421 | 3 309 | 3 848 | 5 555 | 7 642 | 8 764 | 10 514 | 13 942 | 18 000 |

### Conseil d'administration
Le conseil d'administration d'Ethiopian Airlines, composé de douze membres, était présidé jusqu'en 2021 par Seyoum Mesfin.

### Équipe de direction
Le comité de direction est composé de quinze membres.

## Flotte

### Flotte en opération

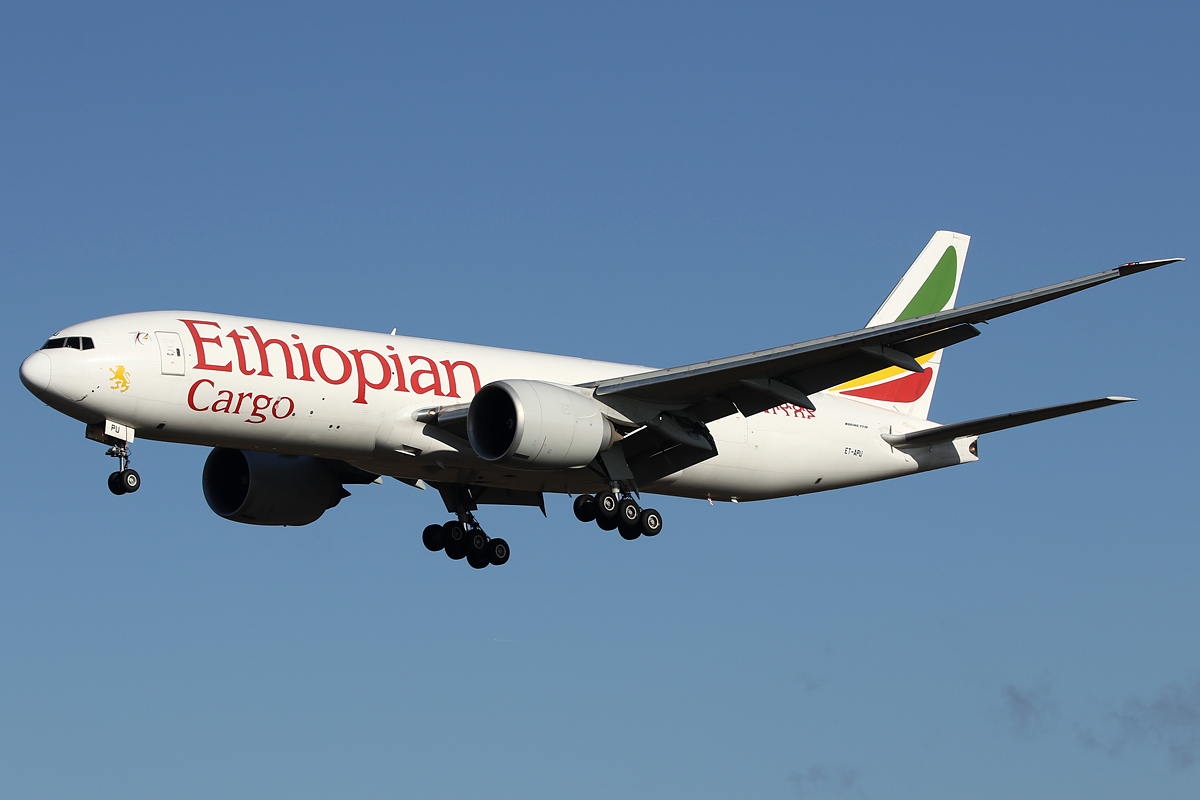
Un Boeing 777 cargo d'Ethiopian Airlines.

En février 2025, la flotte d'Ethiopian Airlines comprend 133 avions passagers et 17 avions cargo.
La compagnie assure posséder « la flotte la plus jeune d'Afrique ». Partenaire historique de Boeing, elle a commandé, pour la première fois de son histoire, 20 avions au constructeur européen Airbus en 2015. En 2023, elle a commandée 67 nouveaux Boeing 737 MAX et Boeing 787, ainsi que 11 Airbus A350 supplémentaires.

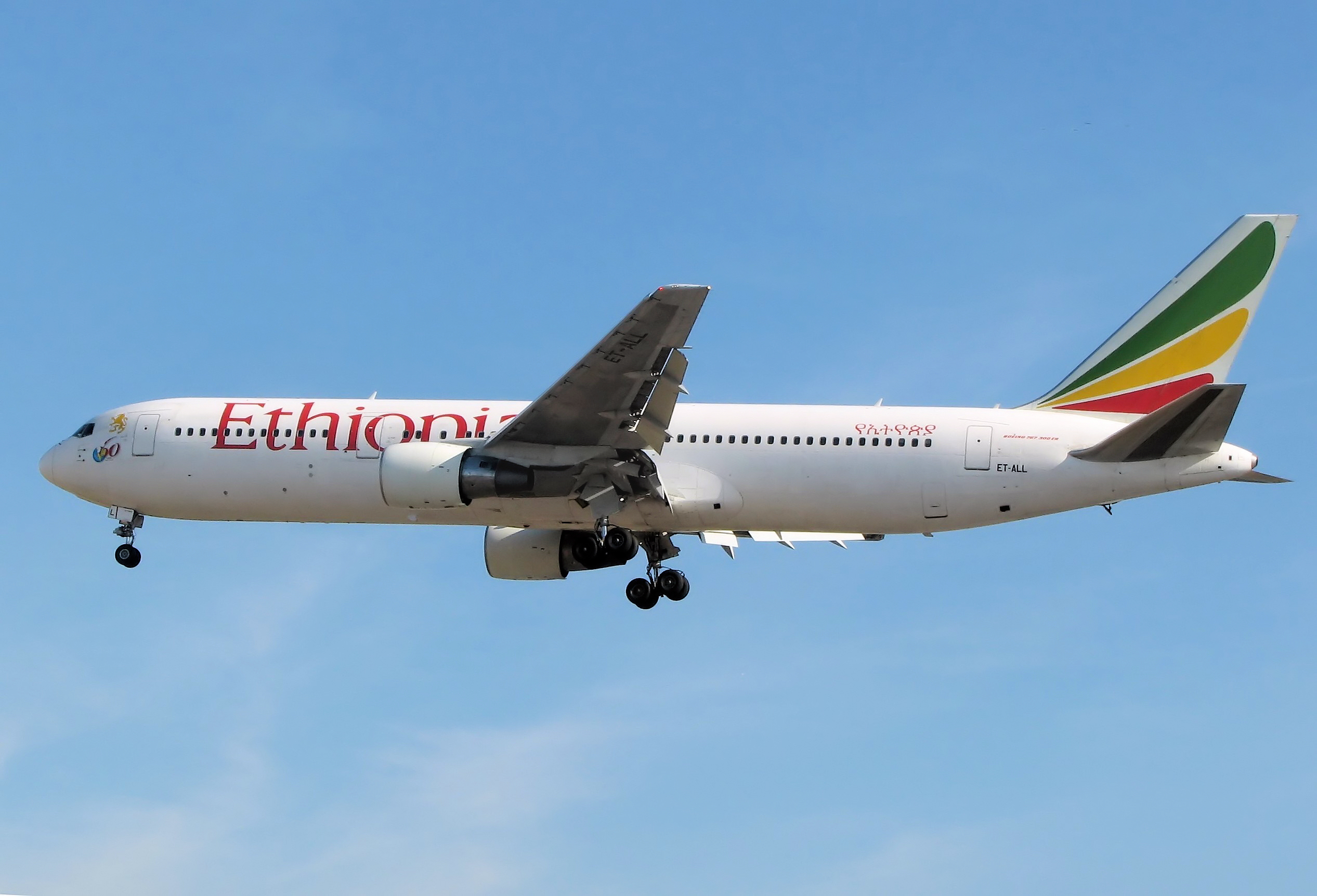
Boeing 767-300
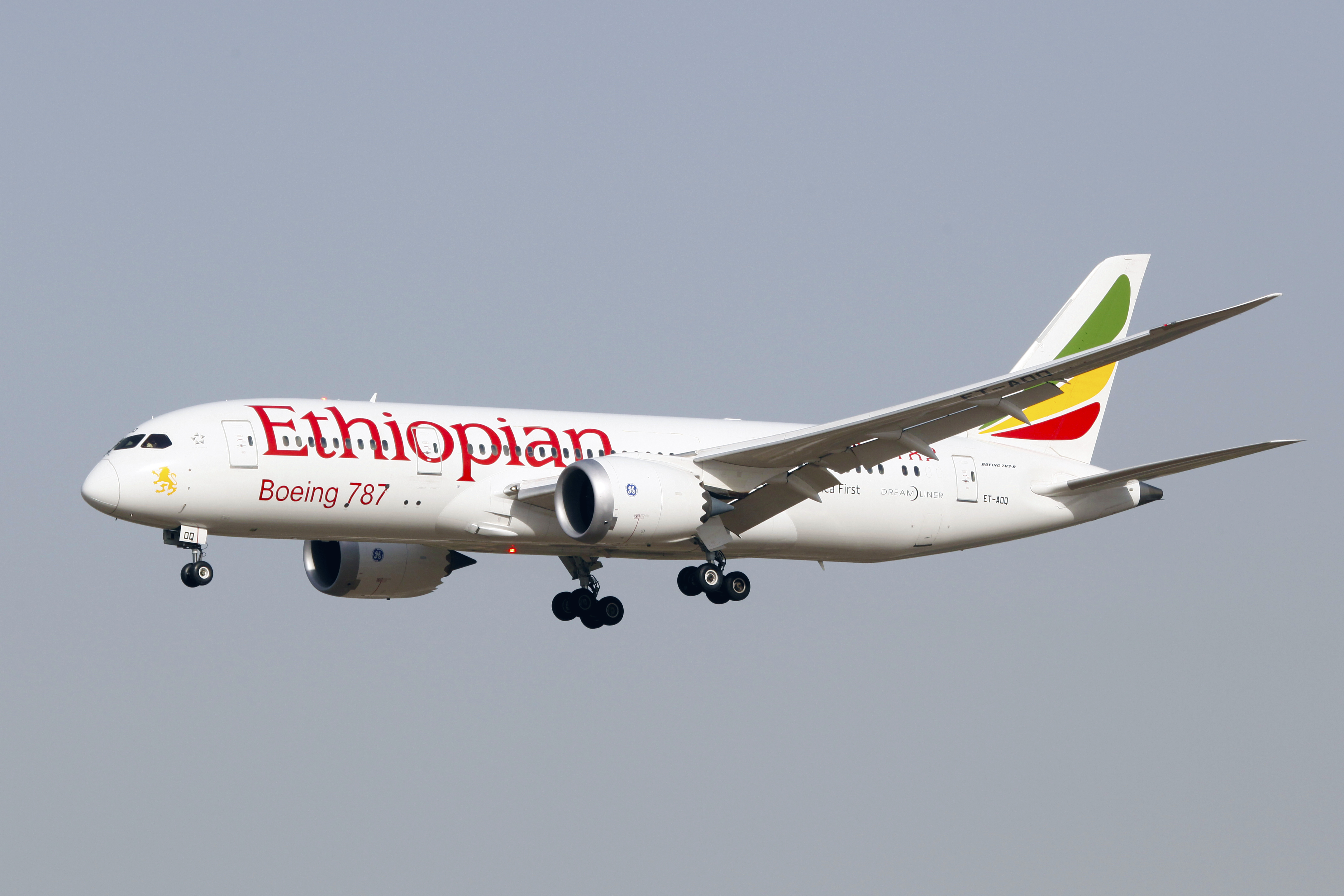
Boeing 787-8
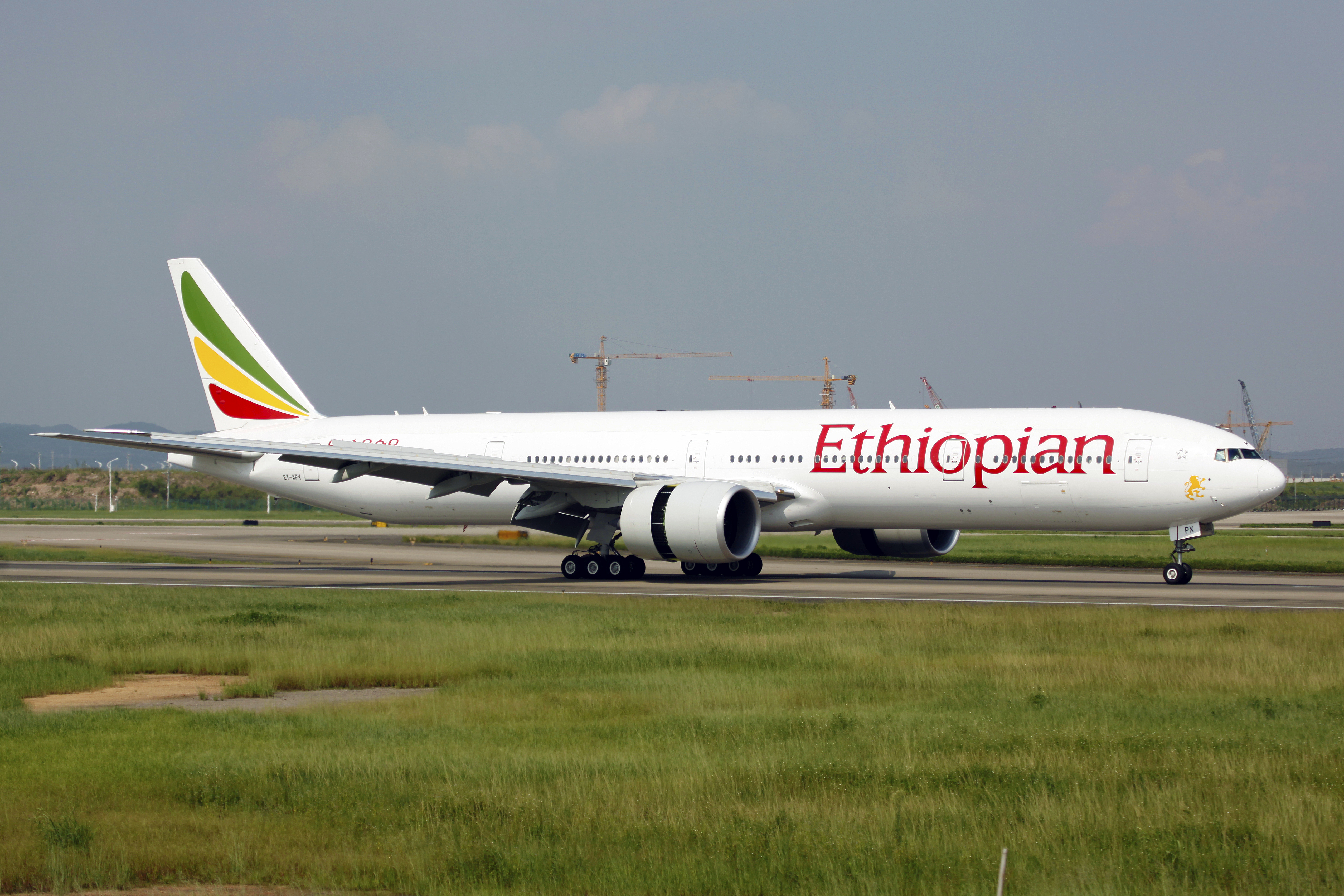
ET-APX - Ethiopian Airlines - Boeing 777-36N(ER)
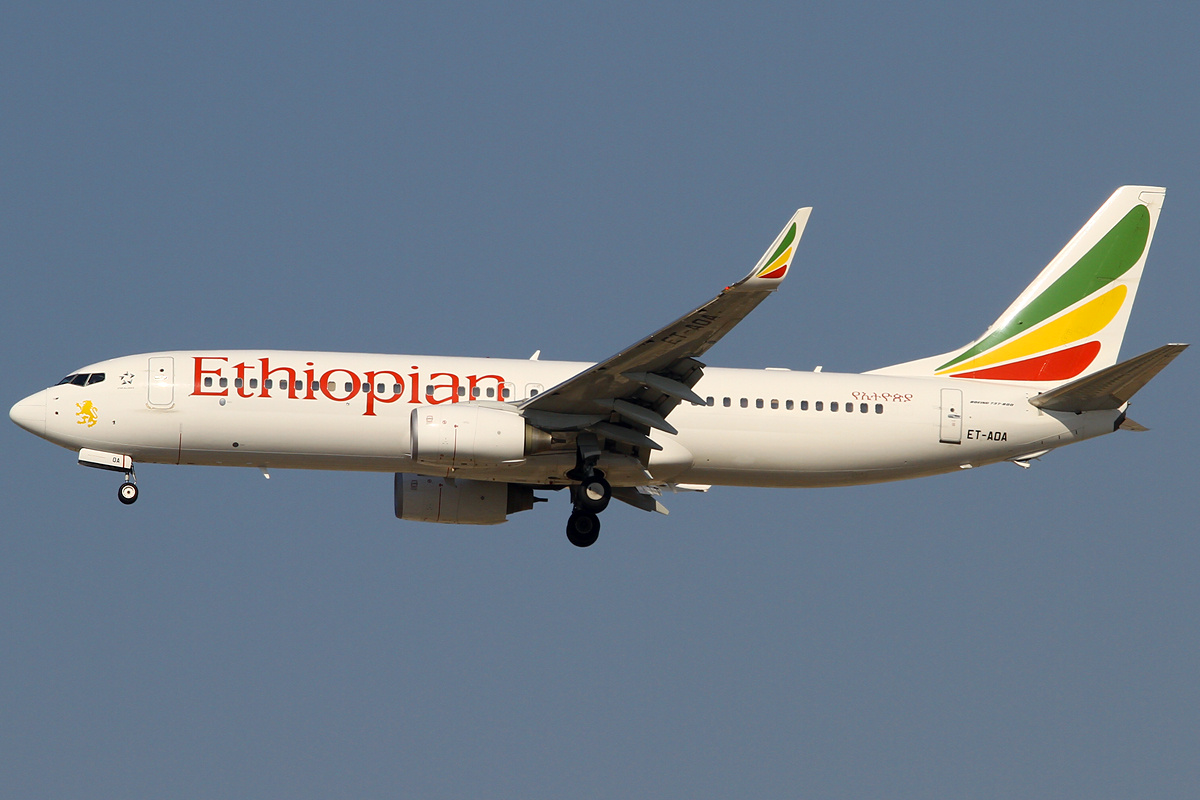
Ethiopian Airlines Boeing 737-800 ET-AOA
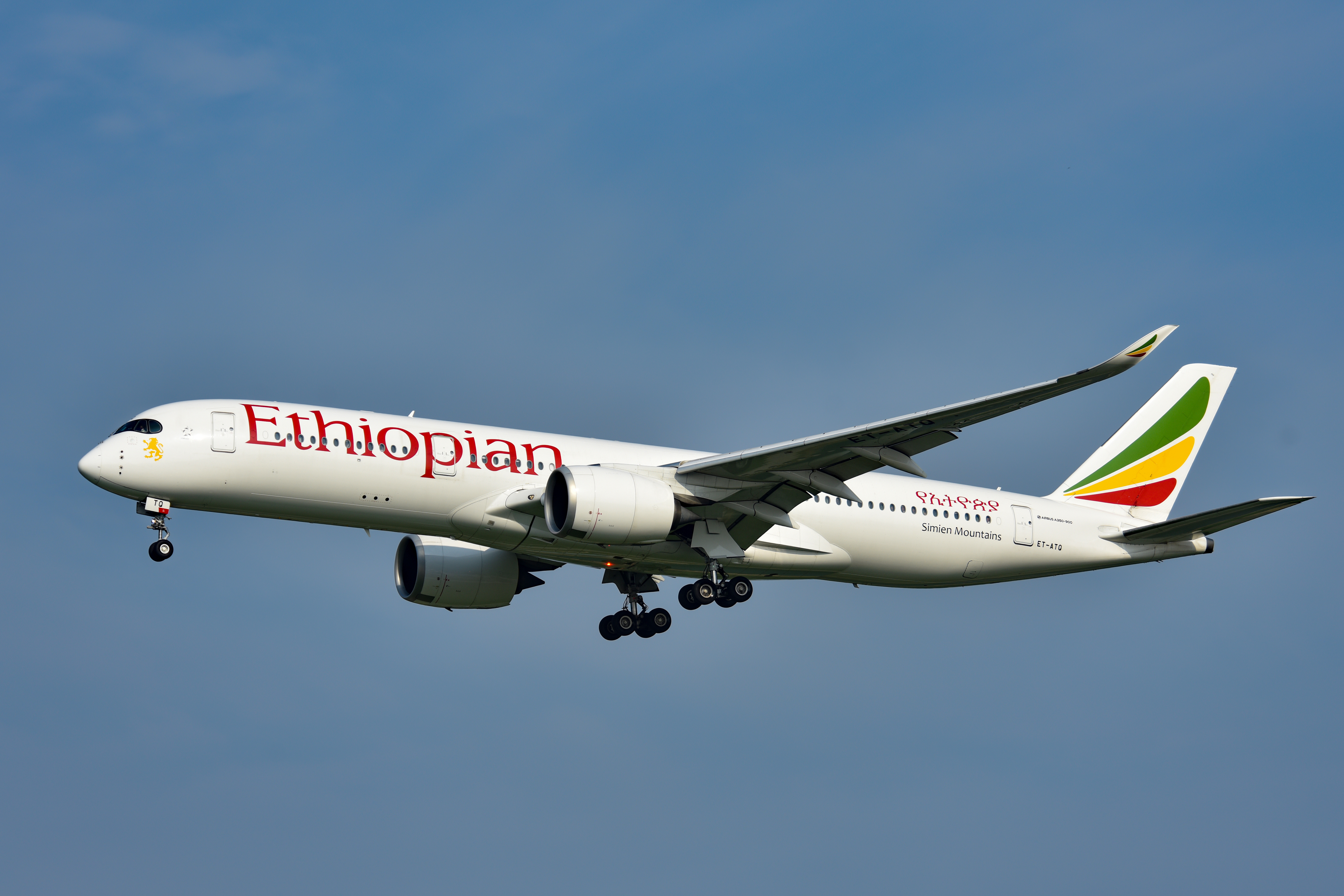
Airbus A350-900

## Chiffres

### Trafic passager
Le trafic passager d'Ethiopian est en croissance continue. Pour l'exercice fiscal 2016, la compagnie a transporté 7,6 millions de passagers, ce qui est un record pour la compagnie.
| 2004 | 2005 | 2006 | 2007 | 2008 | 2009 | 2010 | 2011 | 2012 | 2013 | 2014 | 2015 | 2016 | 2017 |
| ---- | ---- | ---- | ---- | ---- | ---- | ---- | ---- | ---- | ---- | ---- | ---- | ---- | ---- |
| 1,23 | 1,56 | 1,76 | 2,10 | 2,50 | 2,81 | 3,15 | 3,73 | 4,64 | 5,23 | 6,91 | 7,39 | 7,60 | 10,6 |

### Taux de remplissage
Le taux de remplissage des avions de la compagnie passe de 63 % à 72 % entre 2004 et 2013.
| 2004 | 2005 | 2006 | 2007 | 2008 | 2009 | 2010 | 2011 | 2012 | 2013 |
| ---- | ---- | ---- | ---- | ---- | ---- | ---- | ---- | ---- | ---- |
| 63,1 | 68,4 | 64,1 | 63,8 | 70,3 | 70,5 | 72   | 71,5 | 72,2 | 71,6 |

## Incidents et accidents
Les principaux accidents survenus impliquant des avions d'Ethiopian Airlines sont les suivants:
- Le 15 septembre 1988, les deux moteurs d'un Boeing 737 d'Ethiopian Airlines décollant de Baher Dar ont happé de nombreux pigeons. Un des moteurs perdit presque immédiatement sa force de poussée tandis que le second perdit sa poussée lors du retour effectué d'urgence vers l'aéroport. À la suite d'un atterrissage forcé, 31 des 105 passagers ont trouvé la mort[27].
- Le 23 novembre 1996, trois pirates de l'air détournèrent un Boeing 767 assurant le vol 961 d'Ethiopian Airlines[28]. Alors que le vol effectuait la première partie d'un voyage Addis-Abeba-Nairobi-Brazzaville-Lagos-Abidjan, des pirates de l'air ordonnèrent au pilote de se rendre en Australie et bien que l'avion n'avait pas une quantité de carburant suffisante pour un tel trajet. Le pilote choisit alors de prendre la direction du sud en longeant la côte africaine, l'avion se trouva à court de carburant et l'un des moteurs stoppa. Lors de la phase d'approche de Moroni, capitale des Comores, pour atterrir l'avion se trouva totalement à court de carburant et s'abîma en mer, à 500 mètres de la côte. 123 des 175 passagers ainsi qu'une partie de l'équipage du vol 961 y trouvèrent la mort. Tous les pirates de l'air sont également présumés morts. Le pilote a survécu.
- Le 25 janvier 2010, le vol 409 Ethiopian Airlines, assuré par un Boeing 737-800 (ET-409) reliant Beyrouth à Addis-Abeba s'abîma au large du Liban quelques minutes après le décollage, faisant 90 victimes (mortes ou disparues), soit 83 passagers et 7 membres d'équipage[29],[30].
- Le 17 février 2014, un Boeing 767 en provenance d'Addis-Abeba avec près de 200 passagers et qui se rendait à Rome (vol ET702), a été détourné par son copilote vers Genève. L’homme a été interpellé par la police aéroportuaire suisse. Tous les passagers et membres d'équipage furent  sains et saufs[31].
- Le 10 janvier 2015, un Boeing 737-400 cargo, en provenance de Lomé au Togo avec 3 membres d'équipage, rata son atterrissage à l'aéroport d'Accra au Ghana et termina sa course dans l'herbe. Les 3 membres d'équipage ne furent que légèrement blessés et furent transportés à l'hôpital. L'avion, quant à lui ne prit pas feu mais subit des dommages très importants[32].
- Le 10 mars 2019, un Boeing 737 MAX 8 assurant la liaison entre Addis-Abeba et Nairobi (vol ET302) s'est écrasé avec 157 personnes à bord dont 8 membres d'équipage quelques minutes après son décollage. Tous les passagers du vol ont trouvé la mort. L’avion avait été livré en novembre 2018. Cet écrasement, après un autre accident avec un appareil identique dans des circonstances similaires quelques mois auparavant en Indonésie, a entrainé l'interdiction provisoire de vols des Boeing 737 MAX dans la plupart des pays[33]. En juin 2019, Ethiopian Airlines rejette toute erreur du pilote dans le crash[34].
- Le 22 juillet 2020, un Boeing 777 cargo en cours de chargement s'est embrasé sur l’aéroport Pudong à Shanghai. D'après les premiers éléments, la cargaison aurait pris feu dans la soute arrière. Grâce à la rapide intervention des pompiers, aucun blessé n'a été à déplorer mais l'avion a été déclaré irréparable.

## Photos

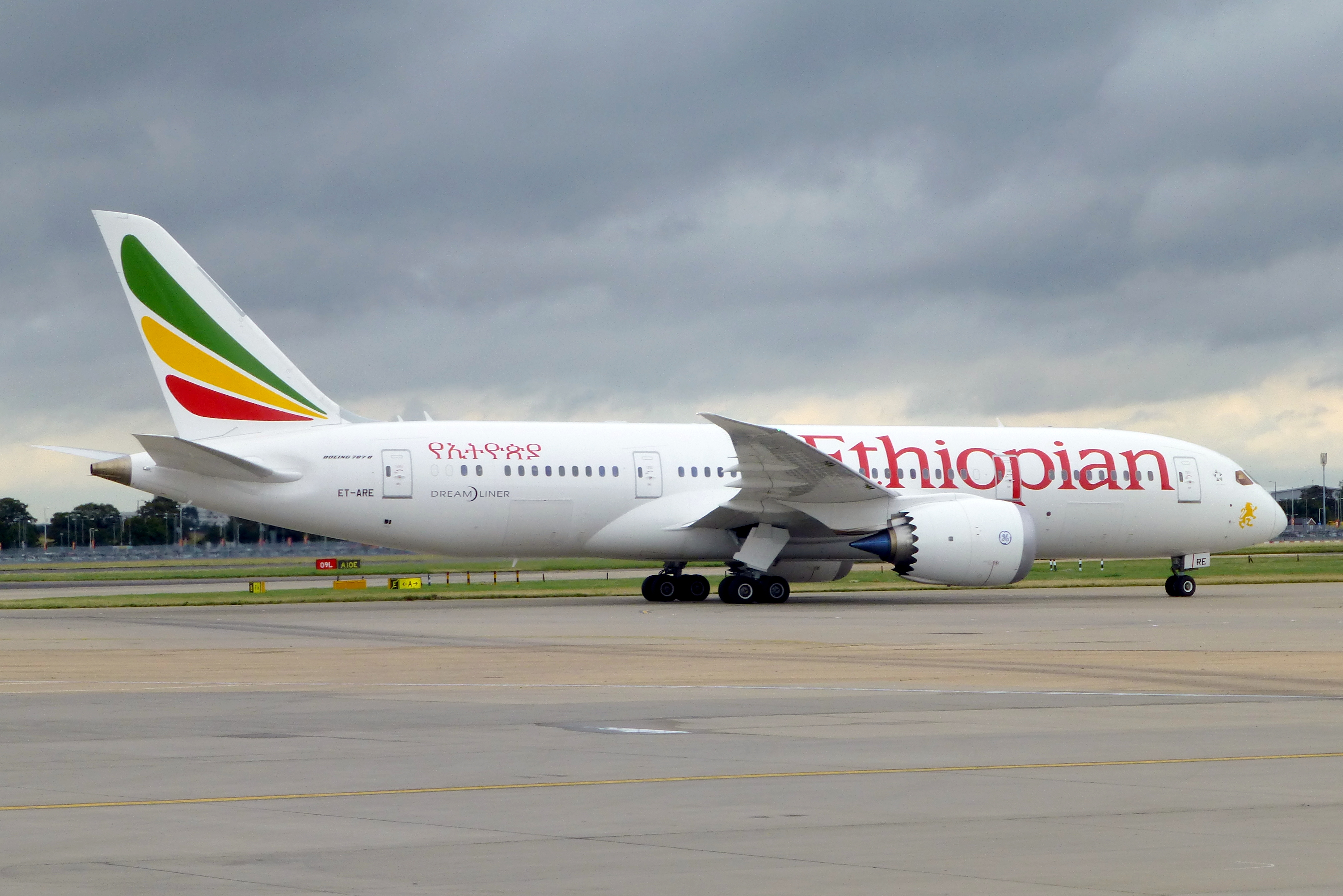
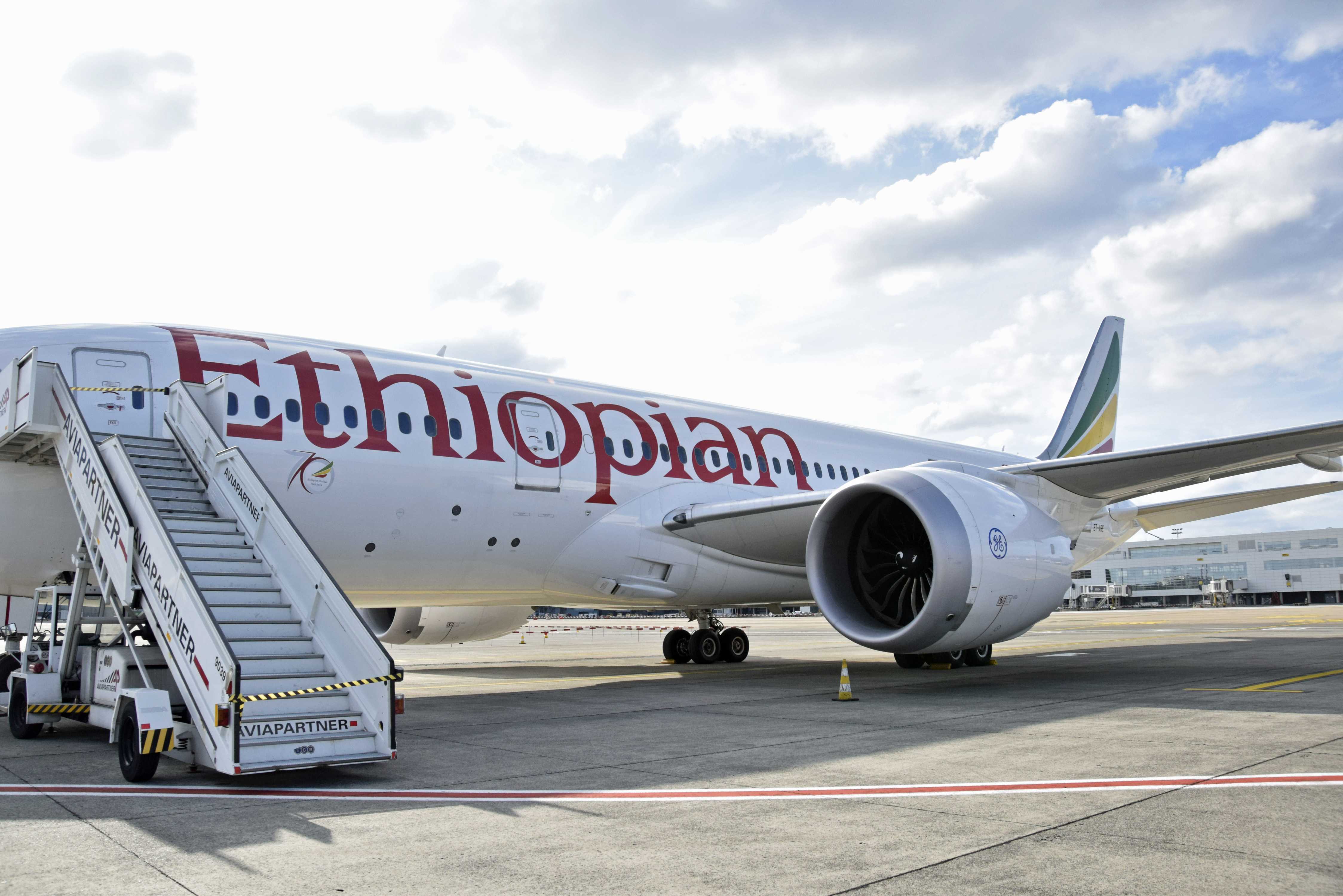
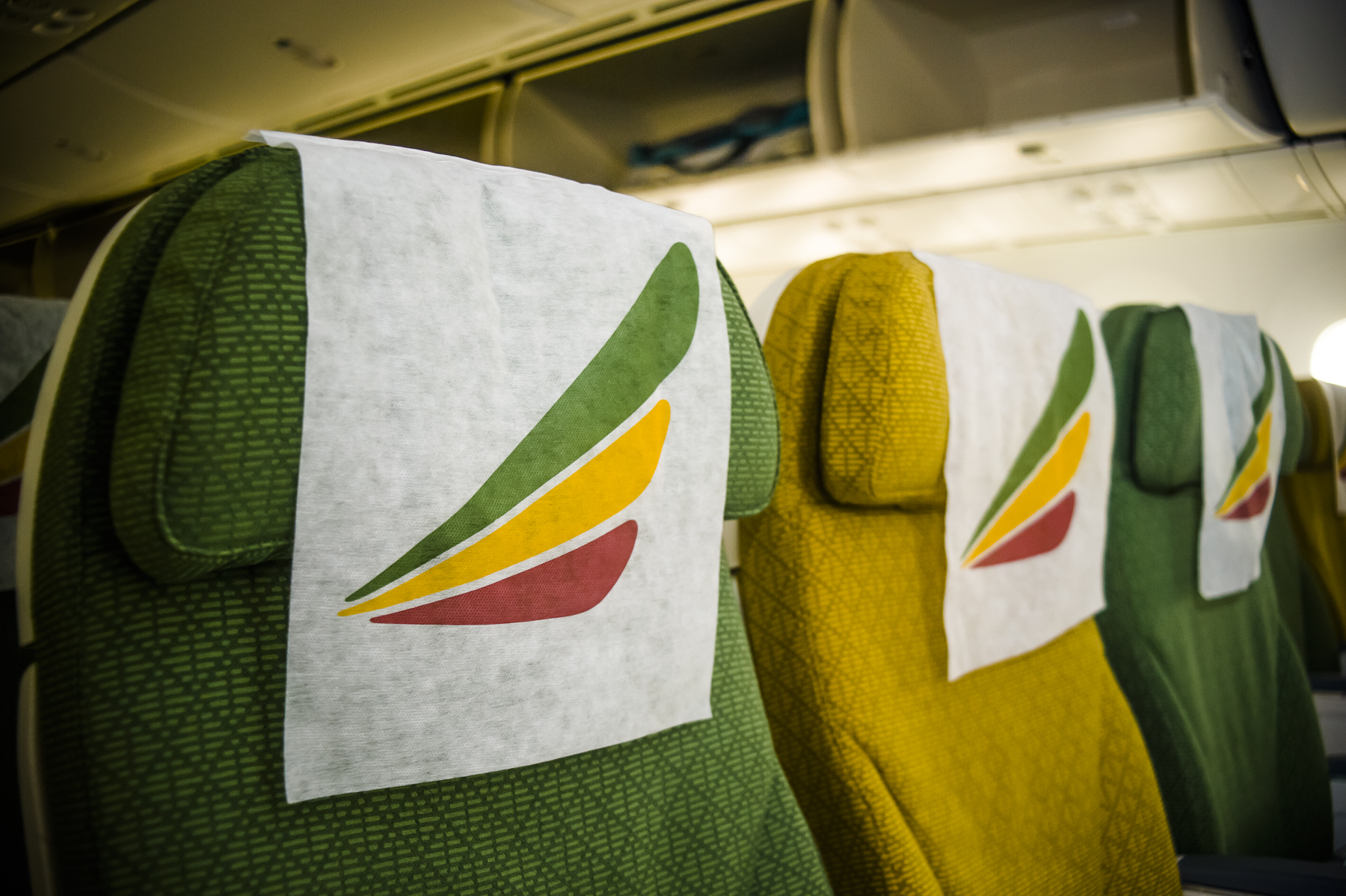
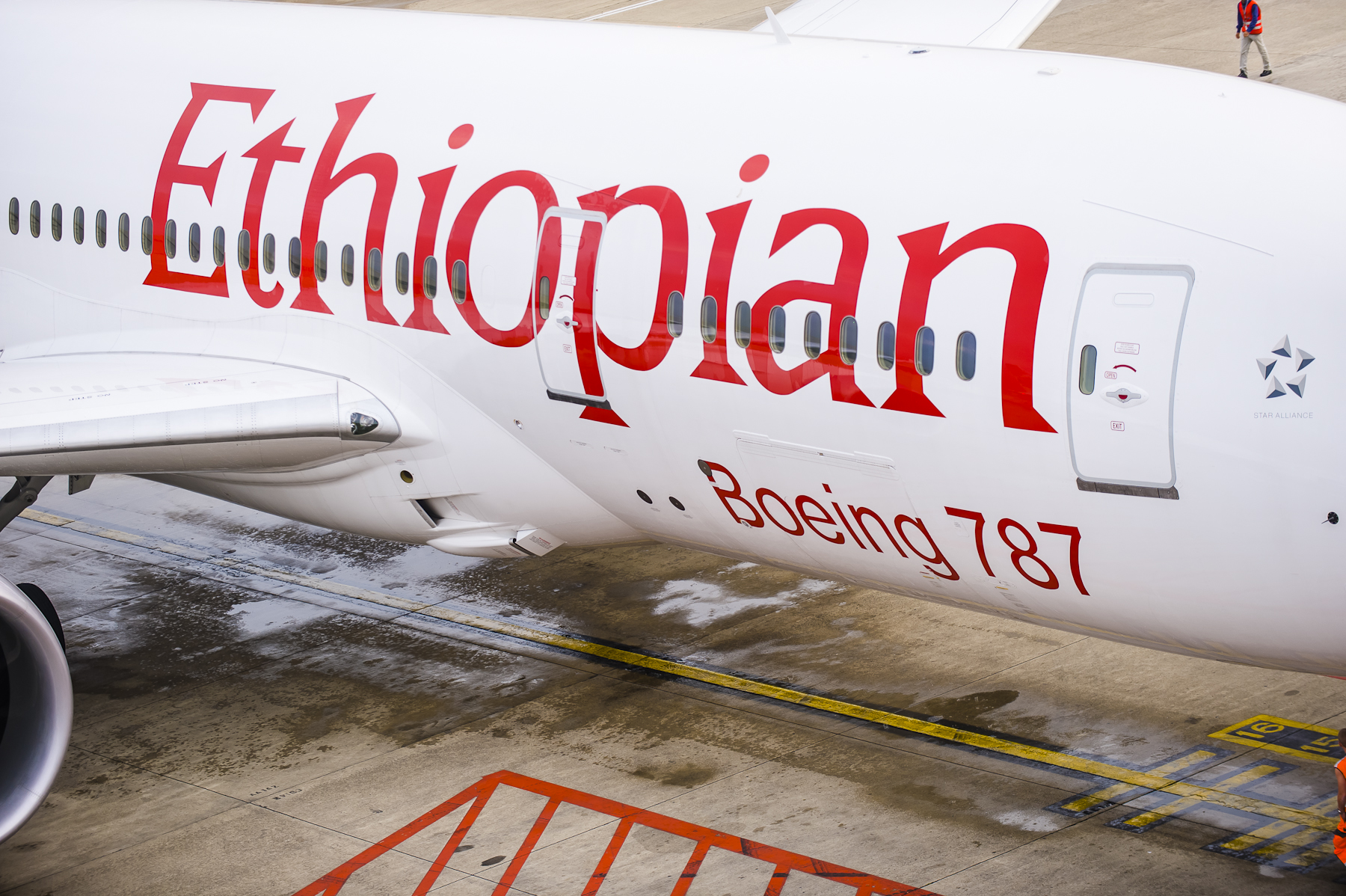